# Tullyhogue
Tullyhogue est un petit village dans le comté de Tyrone, en Irlande du Nord, à trois km au sud de Cookstown.
C'est un petit village de caractère, dominé par le Tullyhogue Fort.

## Histoire
Tullyhogue Fort était le lieu où étaient couronnés les rois d'Ulster jusqu'à la fuite des comtes de 1607.